# Cumulo ooforo
Il cumulo ooforo è un rivestimento di cellule della granulosa in cui è contenuto l'ovocita primario circondato da una zona pellucida. 
Quando un follicolo primordiale inizia il suo sviluppo, le cellule follicolari pavimentose diventano cubiche o cilindriche (follicolo primario) e poi proliferano. Si viene a creare attorno all'ovocita un rivestimento di più strati di cellule follicolari che formano la membrana granulosa del follicolo. Quando si è formata la cavità antrale (follicolo secondario), l'ovocita rimane rivestito da pochi strati di cellule della granulosa che costituiscono il cumulo ooforo. 
Poco prima dell'ovulazione si assiste a un'espansione del cumulo ooforo dovuta a secrezione, in seguito al picco di LH, da parte delle cellule che lo costituiscono di liquido follicolare, una matrice amorfa contenente alti livelli di acido ialuronico, un glicosamminoglicano non solforato con proprietà adesive, che seppure allontanando le cellule del cumulo le mantiene adese tra loro. Alcune delle cellule del cumulo ooforo accompagnano l'ovocita quando esso è rilasciato nell'antro e anche quando esso è ovulato. Le ialuronidasi rilasciate dallo spermatozoo degradano la matrice di acido ialuronico permettendo allo spermatozoo di superare il cumulo ooforo.